# Nadine Reichert
Nadine Pastor-Reichert (24 de octubre de 1984) es una deportista alemana que compitió en natación, en la modalidad de aguas abiertas.
Ganó dos medalla de bronce en el Campeonato Europeo de Natación, en los años 2002 y 2011.

## Palmarés internacional
| Campeonato Europeo | Campeonato Europeo | Campeonato Europeo | Campeonato Europeo |
| Año                | Lugar              | Medalla            | Prueba             |
| ------------------ | ------------------ | ------------------ | ------------------ |
| 2002               | Berlín (Alemania)  | Medalla de bronce  | 5 km               |
| 2011               | Eilat (Israel)     | Medalla de bronce  | 10 km              |